# Ахтарський лиман
Ахта́рський лима́н (рос. Ахтарский лиман) — лиман в Росії, в Приморсько-Охтарському районі Краснодарського краю. Мілководна затока Азовського моря.
Входить у групу Ахтарсько-Гривенської системи Кубанських лиманів. Площа — 65 км². Найбільша глибина 2 м. Типова берегова лагуна, поєднана з морем широким проходом. Утворився кілька століть тому в результаті часткового відгалуження (Ачуєвською косою) гирла правого рукава Кубані від Азовського моря. Береги лиману сформовані річковими і морськими відкладеннями. На значному протязі вони низенні і замулені. Лише в районі Приморсько-Ахтарська берегом лиману є триметровий обрив корінного суходолу.